# لیتل سیوتو ریور (اوهایو ریور)
لیتل سیوتو ریور (اوهایو ریور) انگلیسی: Little Scioto River (Ohio River)) رودخانهای است که در ایالات متحده آمریکا جریان دارد.